# Dante Alighieri (Schiff, 1915)
Die Dante Alighieri war ein 1915 in Dienst gestelltes Passagierschiff der italienischen Reederei Transatlantica Italiana, das für den transatlantischen Passagier- und Frachtverkehr zwischen Italien nach New York eingesetzt wurde. 1928 wurde sie nach Japan verkauft und diente während des Zweiten Weltkriegs unter dem Namen Asahi Maru (jap. 朝日丸) als Hospitalschiff. 1949 wurde der Dampfer abgewrackt.

## Italienisches Passagierschiff
Das 9754 BRT große Dampfschiff wurde auf der Werft Società Esercizio Bacini in Riva Trigoso bei Genua gebaut und lief am 28. November 1914 vom Stapel. Das 135,5 Meter lange und 18,1 Meter breite Passagier- und Frachtschiff wurde für die 1897 in Genua gegründete Reederei Transatlantica Italiana Società Anonima di Navigazione (meistens nur Transatlantica Italiana genannt) gebaut und für deren Personen- und Güterverkehr zwischen Genua und New York City verwendet. Sie hatte ein baugleiches Schwesterschiff, die 9757 BRT große Giuseppe Verdi, die im November 1915 auf der gleichen Werft fertiggestellt wurde. 
Die Dante Alighieri hatte wie die meisten Ozeandampfer ihrer Zeit einen schwarzen Schiffsrumpf und weiße Aufbauten. Sie hatte zwei Schornsteine und zwei Masten und wurde von zwei Vierfachexpansions-Dampfmaschinen angetrieben, die auf zwei Propeller liefen und das Schiff auf bis zu 16 Knoten beschleunigen konnten. In den Passagierunterkünften konnten 100 Passagiere in der Ersten, 260 in der Zweiten und 1825 in der Dritten Klasse befördert werden. 
Am 10. Februar 1915 lief die Dante Alighieri in Genua zu ihrer Jungfernfahrt über Palermo nach New York aus. Nach dem Kriegseintritt der Vereinigten Staaten 1917 wurde der Dampfer von der United States Navy gechartert und als Truppentransporter dem Cruiser and Transport Force zugeteilt. Nach Kriegsende kehrte die Dante Alighieri wieder in den transatlantischen Passagierdienst zurück und bediente bis Oktober 1927 ihre übliche Route von Genua nach New York. 

## Unter japanischer Flagge
Am 15. Februar 1928 wurde das Schiff an die japanische Reederei Nippon Yūsen Kaisha (NYK) verkauft und in Asahi Maru umbenannt. Am 23. Juli 1928 begann das Schiff seinen Dienst auf der Route von Kōbe nach Keelung auf Taiwan. 
Im August 1937 erfolgte die Umwandlung in ein Lazarettschiff. Ab dem 5. September 1937 war die Asahi Maru unter der Kennung Nr. 734 der japanischen Flotte zugeteilt. Ab dem 15. November 1937 folgten 14 Überfahrten als Truppentransporter zwischen Shanghai und Japan, wobei ca. 10.000 Menschen transportiert wurden. 1940 wurde einer der beiden Schornsteine entfernt (er war nur eine optische Attrappe gewesen). 
Am 24. Januar 1942 wurde das Schiff während der Seeschlacht vor Balikpapan von Geschützfeuer des amerikanischen Zerstörers USS John D. Ford getroffen. Am 5. Februar 1944 wurde es durch eine Kollision im Seto-Inlandsee beschädigt. 
1949 wurde das 34 Jahre alte Schiff schließlich verschrottet.